# 台中壹新聞
《台中壹新聞》是由壹電視新聞台所製播的新聞節目，並針對大台中地區進行播出，採現場播出。於2016年7月30日開播，2017年12月25日播出最後一集。是目前全國性的媒體集團中，少數針對地方新聞製作專屬節目的新聞媒體，並主打「地方的小事，就是壹電視的大事」。現於大台中五個有線電視系統進行播出，並於YouTube進行網路直播。播出時間為每天晚上八點至十點，重播時段因各頻道節目安排而異。與年代新聞、壹電視新聞台共享新聞資源。

## 播出時間

### 首播
| 頻道                                | 所在地 | 播映日期                      | 播出時間         | 備註 |
|                                     |        | 2016年7月30日～2017年12月25日 | 每天 20:00-22:00 |      |
| TBC台中資訊台                       | 臺中市 | 2016年7月30日～2017年12月25日 | 每天 20:00-22:00 |      |
| 大屯民俗才藝台                      | 臺中市 | 2016年7月30日～2017年12月25日 | 每天 20:00-22:00 |      |
| 大屯新知台                          | 臺中市 | 2016年7月31日～2017年12月26日 | 每天 07:00-09:00 |      |
| 豐盟綜合台                          | 臺中市 | 2016年7月30日～待查           | 每天 20:00-22:00 |      |
| 台灣佳光民俗才藝台                  | 臺中市 | 2016年7月30日～2017年12月25日 | 每天 20:00-22:00 |      |
| 台灣佳光新知台                      | 臺中市 | 2016年7月31日～2017年12月26日 | 每天 07:00-09:00 |      |
| 公用頻道 （隸屬大台中數位有線電視） | 臺中市 | 2016年7月30日～2017年12月25日 | 每天 20:00-22:00 |      |

### 重播
| 頻道                                | 所在地 | 播映日期                      | 播出時間                          | 備註 |
|                                     |        | 2016年7月31日～2017年12月26日 | 每天 00:00-02:00 每天 07:00-09:00 |      |
| TBC台中資訊台                       | 臺中市 | 2016年7月31日～2017年12月26日 | 每天 00:00-02:00 每天 07:00-09:00 |      |
| 大屯民俗才藝台                      | 臺中市 | 2016年7月31日～2017年12月26日 | 每天 00:00-02:00                  |      |
| 豐盟綜合台                          | 臺中市 | 2016年7月30日～待查           | 每天 00:00-02:00 每天 07:00-09:00 |      |
| 台灣佳光民俗才藝台                  | 臺中市 | 2016年7月31日～2017年12月26日 | 每天 00:00-02:00                  |      |
| 公用頻道 （隸屬大台中數位有線電視） | 臺中市 | 2016年7月31日～2017年12月26日 | 每天 00:00-02:00 每天 07:00-09:00 |      |

## 主播
| 王靖淳 | 吳家慧 | 章祐瑄 |
| 李旻薇 | 吳佳慧 |        |

### 前主播
- 大道奈緒（2017年8月21日回任年代新聞台擔任《整點新聞》主播）

## 單元節目
- 《台灣大道開講》：專訪台中在地人物之單元。
- 《佳龍趴趴GO》：播出與台中市政、台中新聞或台中市長林佳龍相關新聞。
- 《七桃一條龍》：播出與台中文化、台中活動相關新聞。
- 《台中新視界》：播出與台中藝文相關新聞。
- 《中部BBS讚》：以文字跑馬方式播出台中相關消息。
- 《0800壹診所》：為壹電視新聞台「ㄟ播新聞尚健康」」播出之內容
- 《台語ㄟ輪轉》：曾於壹電視新聞台《台語新聞》播出之內容

## 外部連結
- 台中壹新聞的Facebook專頁（繁體中文）
- YouTube上的壹直播-台中壹新聞頻道（繁體中文）